# Chala (Kerala)
Chala è una suddivisione dell'India, classificata come census town, di 15.530 abitanti, situata nel distretto di Kannur, nello stato federato del Kerala. In base al numero di abitanti la città rientra nella classe IV (da 10.000 a 19.999 persone).

## Geografia fisica
La città è situata a 11° 52' 15 N e 75° 26' 23 E.

## Società

### Evoluzione demografica
Al censimento del 2001 la popolazione di Chala assommava a 15.530 persone, delle quali 7.225 maschi e 8.305 femmine. I bambini di età inferiore o uguale ai sei anni assommavano a 1.820, dei quali 905 maschi e 915 femmine. Infine, coloro che erano in grado di saper almeno leggere e scrivere erano 12.933, dei quali 6.184 maschi e 6.749 femmine.